# Andrés Molteni
Andrés Molteni (Buenos Aires, 15 marzo 1988) è un tennista argentino.
Specialista del doppio, il suo miglior ranking ATP è stato il 7º posto nell'agosto 2023. Ha conquistato 18 titoli nel circuito maggiore, tra cui il Masters 1000 del Cincinnati Open 2023. I suoi migliori risultati nei tornei del Grande Slam sono stati i quarti di finale raggiunti in tutti e 4 i tornei tra il 2023 e il 2024.
Ha esordito nella squadra argentina di Coppa Davis nel 2017. In singolare ha vinto alcuni tornei nei circuiti minori a inizio carriera e ha raggiunto il 181º posto del ranking nel maggio 2011. Dal 2020 gioca esclusivamente in doppio.

## Statistiche

### Doppio

#### Vittorie (18)
| Legenda doppio       |
| Grande Slam (0)      |
| ATP Finals (0)       |
| ATP Masters 1000 (1) |
| ATP Tour 500 (4)     |
| ATP Tour 250 (13)    |

| N.  | Data              | Torneo                                     | Superficie  | Compagno          | Avversari in finale                    | Punteggio              |
| 1.  | 7 agosto 2016     | Atlanta Open, Atlanta                      | Cemento     | Horacio Zeballos  | Johan Brunström Andreas Siljeström     | 7-6(2), 6-4            |
| 2.  | 27 maggio 2017    | Open Parc Auvergne-Rhône-Alpes Lyon, Lione | Terra rossa | Adil Shamasdin    | Marcus Daniell Marcelo Demoliner       | 6-3, 3-6, [10-5]       |
| 3.  | 22 luglio 2017    | Croatia Open Umag, Umago                   | Terra rossa | Guillermo Durán   | Marin Draganja Tomislav Draganja       | 6-3, 6(4)-7, [10-6]    |
| 4.  | 18 febbraio 2018  | Argentina Open, Buenos Aires               | Terra rossa | Horacio Zeballos  | Juan Sebastián Cabal Robert Farah      | 6-3, 5-7, [10-3]       |
| 5.  | 4 agosto 2018     | Austrian Open, Kitzbühel                   | Terra rossa | Roman Jebavý      | Daniele Bracciali Federico Delbonis    | 6-2, 6-4               |
| 6.  | 10 febbraio 2019  | Córdoba Open, Córdoba                      | Terra rossa | Roman Jebavý      | Máximo González Horacio Zeballos       | 6-4, 7-6(4)            |
| 7.  | 26 settembre 2021 | Astana Open, Nur-Sultan                    | Cemento (i) | Santiago González | Jonathan Erlich Andrėj Vasileŭski      | 6-1, 6-2               |
| 8.  | 13 novembre 2021  | Stockholm Open, Stoccolma                  | Cemento (i) | Santiago González | Aisam-ul-Haq Qureshi Jean-Julien Rojer | 6-2, 6-2               |
| 9.  | 6 febbraio 2022   | Córdoba Open, Córdoba (2)                  | Terra rossa | Santiago González | Andrej Martin Tristan-Samuel Weissborn | 7-5, 6-3               |
| 10. | 13 febbraio 2022  | Argentina Open, Buenos Aires (2)           | Terra rossa | Santiago González | Fabio Fognini Horacio Zeballos         | 6-1, 6-1               |
| 11. | 16 ottobre 2022   | Gijón Open, Gijón                          | Cemento (i) | Máximo González   | Nathaniel Lammons Jackson Withrow      | 6(6)-7, 7-6(4), [10-5] |
| 12. | 12 febbraio 2023  | Córdoba Open, Córdoba (3)                  | Terra rossa | Máximo González   | Sadio Doumbia Fabien Reboul            | 6-4, 6-4               |
| 13. | 26 febbraio 2023  | Rio Open, Rio de Janeiro                   | Terra rossa | Máximo González   | Juan Sebastián Cabal Marcelo Melo      | 6-1, 7-6(3)            |
| 14. | 23 aprile 2023    | Barcelona Open, Barcellona                 | Terra rossa | Máximo González   | Wesley Koolhof Neal Skupski            | 6-3, 6(8)-7, [10-4]    |
| 15. | 6 agosto 2023     | Washington Open, Washington                | Cemento     | Máximo González   | Mackenzie McDonald Ben Shelton         | 6(4)–7, 6–2, [10–6]    |
| 16. | 20 agosto 2023    | Cincinnati Open, Cincinnati                | Cemento     | Máximo González   | Jamie Murray Michael Venus             | 3-6, 6-1, [11-9]       |
| 17. | 11 febbraio 2024  | Córdoba Open, Córdoba (4)                  | Terra rosso | Máximo González   | Sadio Doumbia Fabien Reboul            | 6-4, 6-1               |
| 18. | 21 aprile 2024    | Barcelona Open, Barcellona (2)             | Terra rossa | Máximo González   | Hugo Nys Jan Zieliński                 | 4–6, 6–4, [11–9]       |

#### Finali perse (10)
| Legenda doppio       |
| Grande Slam (0)      |
| ATP Finals (0)       |
| ATP Masters 1000 (1) |
| ATP Tour 500 (2)     |
| ATP Tour 250 (7)     |

| N.  | Data            | Torneo                        | Superficie  | Compagno          | Avversari in finale                            | Punteggio           |
| 1.  | 1º maggio 2016  | Istanbul Open, Istanbul       | Terra rossa | Diego Schwartzman | Flavio Cipolla Dudi Sela                       | 3-6, 7-5, [7-10]    |
| 2.  | 29 aprile 2018  | Hungarian Open, Budapest      | Terra rossa | Matwé Middelkoop  | Dominic Inglot Franko Škugor                   | 7-6(8), 1-6, [8-10] |
| 3.  | 19 ottobre 2019 | Kremlin Cup, Mosca            | Cemento (i) | Simone Bolelli    | Marcelo Demoliner Matwé Middelkoop             | 1-6, 2-6            |
| 4.  | 9 febbraio 2020 | Córdoba Open, Córdoba         | Terra rossa | Leonardo Mayer    | Marcelo Demoliner Matwé Middelkoop             | 3-6, 6(4)–7         |
| 5.  | 10 aprile 2021  | Sardegna Open, Cagliari       | Terra rossa | Simone Bolelli    | Lorenzo Sonego Andrea Vavassori                | 3-6, 4-6            |
| 6.  | 2 ottobre 2022  | Tel Aviv Open, Tel Aviv       | Cemento (i) | Santiago González | Rohan Bopanna Matwé Middelkoop                 | 2-6, 4-6            |
| 7.  | 30 ottobre 2022 | Vienna Open, Vienna           | Cemento (i) | Santiago González | Alexander Erler Lucas Miedler                  | 3-6, 6(1)-7         |
| 8.  | 13 ottobre 2024 | Shanghai Masters, Shanghai    | Cemento     | Máximo González   | Wesley Koolhof Nikola Mektić                   | 4–6, 4–6            |
| 9.  | 1º marzo 2025   | Chile Open, Santiago del Cile | Terra rossa | Máximo González   | Nicolás Barrientos Rithvik Choudary Bollipalli | 3–6, 2–6            |
| 10. | 24 maggio 2025  | Hamburg Open                  | Terra rossa | Fernando Romboli  | Andrea Vavassori Simone Bolelli                | 4-6, 0-6            |

## Risultati in progressione
| Sigla | Risultato               |
| ----- | ----------------------- |
| V     | Vincitore               |
| F     | Finalista               |
| SF    | Semifinalista           |
| O     | Oro olimpico            |
| A     | Argento olimpico        |
| SF    | Bronzo olimpico         |
| QF    | Quarti di Finale        |
| 4T    | Quarto turno            |
| 3T    | Terzo turno             |
| 2T    | Secondo turno           |
| 1T    | Primo turno             |
| RR    | Round Robin             |
| LQ    | Turno di qualificazione |
| A     | Assente                 |
| ND    | Non disputato           |

| Legenda superfici    |
| -------------------- |
| Cemento              |
| Terra battuta        |
| Erba                 |
| Superficie variabile |

### Singolare
| Torneo                     | 2011 | 2012 | 2013          | 2014          | 2015          | V-S |
| Tornei Grande Slam         |      |      |               |               |               |     |
| Australian Open, Melbourne | A    | A    | A             | A             | A             | 0-0 |
| Open di Francia, Parigi    | Q1   | A    | A             | Q3            | A             | 0-0 |
| Wimbledon, Londra          | Q1   | A    | A             | A             | A             | 0-0 |
| US Open, New York          | A    | A    | A             | A             | A             | 0-0 |
| Vittorie-Sconfitte         | 0-0  | 0-0  | 0-0           | 0-0           | 0-0           | 0-0 |
| Giochi Olimpici            |      |      |               |               |               |     |
| Giochi Olimpici            | ND   | A    | Non disputati | Non disputati | Non disputati | 0-0 |
| Vittorie-Sconfitte         | ND   | 0-0  | Non disputati | Non disputati | Non disputati | 0-0 |

### Doppio
| Torneo                     | 2015 | 2016 | 2017          | 2018          | 2019          | 2020          | 2021 | 2022 | 2023 | V-S   |
| Tornei Grande Slam         |      |      |               |               |               |               |      |      |      |       |
| Australian Open, Melbourne | A    | A    | 1T            | 1T            | 1T            | 3T            | 1T   | 1T   | 1T   | 2-7   |
| Open di Francia, Parigi    | A    | 2T   | 3T            | 1T            | 1T            | 2T            | 1T   | 1T   | QF   | 7-8   |
| Wimbledon, Londra          | Q1   | 1T   | 1T            | 2T            | 1T            | ND            | 1T   | 3T   | 2T   | 4-7   |
| US Open, New York          | A    | 2T   | 1T            | 3T            | 1T            | A             | 3T   | 1T   | QF   | 8-7   |
| Vittorie-Sconfitte         | 0-0  | 2-3  | 2-4           | 3-4           | 0-4           | 3-2           | 2-4  | 2-4  | 7-4  | 21-29 |
| Giochi Olimpici            |      |      |               |               |               |               |      |      |      |       |
| Giochi Olimpici            | ND   | A    | Non disputati | Non disputati | Non disputati | Non disputati | 1T   | ND   | ND   | 0-1   |
| Vittorie-Sconfitte         | ND   | 0-0  | Non disputati | Non disputati | Non disputati | Non disputati | 0-1  | ND   | ND   | 0-1   |

### Doppio misto
| Torneo                     | 2015 | 2016 | 2017          | 2018          | 2019          | 2020          | 2021 | 2022 | 2023 | V-S |
| Tornei Grande Slam         |      |      |               |               |               |               |      |      |      |     |
| Australian Open, Melbourne | A    | A    | A             | A             | A             | A             | A    | A    | A    | 0-0 |
| Open di Francia, Parigi    | A    | A    | A             | A             | A             | ND            | A    | A    | 1T   | 0-1 |
| Wimbledon, Londra          | A    | A    | 1T            | 1T            | 2T            | ND            | A    | A    | 1T   | 0-4 |
| US Open, New York          | A    | A    | 1T            | A             | A             | ND            | A    | A    | 1T   | 0-2 |
| Vittorie-Sconfitte         | 0-0  | 0-0  | 0-2           | 0-1           | 0-1           | 0-0           | 0-0  | 0-0  | 0-3  | 0-7 |
| Giochi Olimpici            |      |      |               |               |               |               |      |      |      |     |
| Giochi Olimpici            | ND   | A    | Non disputati | Non disputati | Non disputati | Non disputati | A    | ND   | ND   | 0-0 |
| Vittorie-Sconfitte         | ND   | 0-0  | Non disputati | Non disputati | Non disputati | Non disputati | 0-0  | ND   | ND   | 0-0 |